# Карнавальная ночь
«Карнава́льная ночь» — советский комедийный музыкальный фильм 1956 года режиссёра Эльдара Рязанова. Это его первый самостоятельный художественный фильм, вышедший на большой экран, и третья роль Людмилы Гурченко. Фильм стал лидером советского кинопроката в 1956 году с общим числом проданных билетов 48,64 млн.

## Сюжет
Работники Дома культуры готовятся к ежегодному мероприятию — костюмированному новогоднему балу. Развлекательная программа включает в себя сольные, танцевальные и цирковые номера, а также выступления джазового оркестра, фокусника и клоунов. Серафим Иванович Огурцов, назначенный исполняющим обязанности директора Дома культуры, ознакомившись с программой и не одобрив её, предлагает свою — основательную, стандартно-бюрократическую, «сурьёзную», на высоком, как тогда говорилось, идейно-политическом уровне, с выступлениями докладчика и лектора-астронома. Из музыкальных номеров товарищ Огурцов предлагает ограничиться классической музыкой и выступлением пожилых музыкантов из ансамбля песни и пляски.
Никто из работников Дома культуры не хочет изменять ранее составленную и отрепетированную программу, тем более заменять её на такое скучное и сухое мероприятие. Прибегая к разным уловкам, объединяя усилия и делая всё возможное, чтобы отвлечь Огурцова, ввести в заблуждение и помешать осуществлению его планов, они один за другим исполняют все намеченные ранее развлекательные номера и весело празднуют наступление Нового 1957 года.

## В фильме снимались
- Игорь Ильинский — Серафим Иванович Огурцов, исполняющий обязанности директора Дома культуры
- Людмила Гурченко — Леночка Крылова, организатор новогоднего карнавала
- Юрий Белов — Гриша Кольцов, электрик
- Георгий Куликов — Серёжа Усиков, художник
- Сергей Филиппов — Никадилов, лектор из «общества по распространению»
- Ольга Власова — Аделаида Кузьминична Ромашкина, заведующая библиотекой
- Андрей Тутышкин — Фёдор Петрович Миронов, бухгалтер
- Тамара Носова — Тося Бурыгина, секретарша Огурцова
- Геннадий Юдин — дирижёр молодёжного оркестра
- Борис Петкер — Николай Сидоров, он же клоун Топ
- Владимир Зельдин — Николаев, он же клоун Тип

На роль Огурцова пробовался также Пётр Константинов, а на роль Гриши — Борис Битюков.
Среди претенденток на роль Леночки были Ирина Скобцева (её кандидатуру забраковал худсовет), Лилия Юдина и Валерия Бескова. Изначально Людмила Гурченко провалила свои пробы по вине тогда ещё неопытного оператора Эмиля Гулидова, который неправильно подобрал ей одежду и выставил свет. В итоге худсовет утвердил кандидатуру актрисы самодеятельности, Людмилы Касьяновой. У неё в то время был небольшой дефект речи, из-за чего сценарий был немного переписан.
Где-то на третий день съёмок Эльдар Рязанов и Иван Пырьев поняли, что Касьянова на эту роль не годится. Случайно на глаза Пырьеву в коридорах «Мосфильма» попалась Гурченко, и он тут же привёл её на съёмочную площадку, где на этот раз снова провели профессиональную пробу, которая и позволила утвердить Гурченко. Параллельно Касьянова попалась на глаза ассистентке, которая отвела её на пробы фильма «Дон Кихот». Съёмки в этом фильме Касьянова посчитала более перспективными, чем в комедии начинающего режиссёра. Почти все платья, которые носит Гурченко в кадре, пришлось перешивать под её фигуру, потому что они были сшиты по меркам Касьяновой (только чёрное платье с белой муфтой было сшито уже по меркам Гурченко, а юбка, которую она носит в начале фильма, была взята из её личного гардероба).

### В эпизодах
- Валентин Брылеев — Костя, звукорежиссёр
- Алексей Полевой — Эдуард Никифоров, фокусник-иллюзионист
- Владимир Пицек — полотёр
- Феликс Яворский — руководитель хорового кружка / «Василий Бенедиктович Свиристинский-Шмыгайло», дирижёр оркестра «пенсионеров»
- Анатолий Кириллов — участник самодеятельности
- Семён Хмельницкий — Василий Павлович Телегин, депутат Горсовета и член ЦК профсоюзов
- Елизавета Покровская — Елизавета Телегина
- Антонина Сметанкина — тётя Дуся, уборщица

### Артисты эстрады
- Борис Гусаков — 1-й чечёточник-мексиканец
- Юрий Гусаков — 2-й чечёточник-мексиканец
- Валентина Шмелёва — Вера, официантка
- Евгения Шмелёва — Надя, официантка
- Ольга Шмелёва — Люба, официантка
- Пётр Помазков — танцор
- Тамара Соколова — танцовщица-экономист

## Съёмочная группа
- Сценарий — Бориса Ласкина, Владимира Полякова
- Постановка режиссёра — Эльдара Рязанова
- Оператор — Аркадий Кольцатый
- Художники — Константин Ефимов, Олег Гроссе
- Композитор — Анатолий Лепин (Лиепиньш)
- Звукооператор — Виктор Зорин
- Текст песен — Владимира Лифшица, Вадима Коростылёва
- Постановка танцев — Галины Шаховской, А. Обранта
- Монтаж — Александры Камагоровой
- Редактор — Н. Орлов
- Заместитель директора картины — Сергей Каграманов
- Директор картины — Валентин Маслов
- Эдди Рознер и его джаз-оркестр. Соло на ударных — Борис Матвеев. За роялем — Юрий Саульский.

## Музыка
| №  | Название                        | Исполнитель                                    | Длительность |
| -- | ------------------------------- | ---------------------------------------------- | ------------ |
| 1. | «Маски (фокстрот)»              | Эстрадный оркестр под управлением Эдди Рознера | 2:16         |
| 2. | «Танечка»                       | Сёстры Шмелёвы                                 | 2:23         |
| 3. | «Пасодобль»                     | Эстрадный оркестр под управлением Эдди Рознера | 2:42         |
| 4. | «Песенка о хорошем настроении»  | Людмила Гурченко                               | 2:39         |
| 5. | «Песенка о влюблённом пареньке» | Людмила Гурченко и Юрий Цейтлин                | 2:06         |
| 6. | «Карнавальная ночь (вальс)»     | Эстрадный оркестр под управлением Эдди Рознера | 3:12         |
| 7. | «Пять минут»                    | Людмила Гурченко и сёстры Шмелёвы              | 3:38         |

Песня, написанная для фильма, но не прозвучавшая
| №  | Название               | Исполнитель      | Длительность |
| -- | ---------------------- | ---------------- | ------------ |
| 1. | «Любовь — это счастье» | Людмила Гурченко | 3:34         |

## Съёмки
Интерьеры Дома культуры, где происходит действие, снимали в Центральном театре Советской Армии, что обернулось дополнительной нагрузкой для оператора Кольцатого и актёров. Съёмки в цвете во времена создания фильма требовали очень много света, а с учётом сильно нагревающихся осветительных приборов того времени — их могли размещать либо на открытом воздухе, либо в специально оборудованном павильоне — в интерьерах обычного кислород быстро «выжигался», и на съёмочной площадке постоянно нечем было дышать.
Молодой режиссёр Рязанов хотел сделать фильм более острым и сатирическим, сосредоточившись на бичевании пороков начальника сталинской закваски Огурцова (так, фраза Огурцова «Нам Гоголи и Щедрины нужны» — это слова Сталина при обсуждении кандидатур на Сталинские премии 26 февраля 1952 г., опубликованные в редакционной статье «Правды» от 7 апреля 1952 г.).
В то же время по мнению курировавшего проект руководителя «Мосфильма» Ивана Пырьева, следовало больше заострять внимание на комедийных моментах. Мнение Пырьева оказалось решающим как в этом вопросе, так и в вопросе выбора исполнителей главных ролей — Игоря Ильинского и Людмилы Гурченко. Оба они были утверждены по его настоянию.
По воспоминаниям Рязанова, у него, молодого режиссёра, непросто складывались отношения с оператором Кольцатым, который, будучи опытным кинематографистом, позволял себе снимать дубли в отсутствие Рязанова без его поручения. Но со временем конфликт был сглажен. Тем не менее по-настоящему сломать снисходительное отношение к нему на съёмочной площадке помог Игорь Ильинский, который вёл себя с Рязановым подчёркнуто уважительно, признавая доминирование режиссёра над любым, даже самым опытным и прославленным актёром. Ильинский не позволял себе опозданий, всегда чётко следовал указаниям постановщика, согласовывал с ним свои варианты импровизации. Такое поведение задало общий тон для всей съёмочной группы, благодаря чему Рязанов вскоре почувствовал себя вполне уверенно.
После того как была отснята первая половина фильма (всё, что происходило до начала новогоднего вечера), руководство «Мосфильма» вынуждено было констатировать большой перерасход средств и нарушение графика съёмок. Был собран художественный совет, состоявший из известных режиссёров (ни один из которых, впрочем, не работал в комедийном жанре), которые после просмотра смонтированного материала разнесли его в пух и прах. По воспоминаниям Рязанова, знаменитый Сергей Юткевич заклеймил картину «чудовищной пошлостью» и предложил просто дать закончить фильм, на который потрачены такие большие средства, а потом забыть о нём и о его авторе «как о кошмарном сне». В газете «Советская культура» появилась статья киноведа Киры Парамоновой, в которой по поводу «Карнавальной ночи» сообщалось, что «на народные деньги по отвратительному сценарию юноша, считающий себя режиссёром, снимает пошлую комедию с оглупляющими песенками». Такая рецензия заставила Рязанова упорнее отстаивать судьбу своего детища, а Иван Пырьев, не разделявший позицию худсовета, решил обратиться к мнению Михаила Ромма, имевшего непререкаемый авторитет среди кинематографистов того времени. Ромм, просмотрев первую половину материала, пришёл в восторг, «покатывался со смеху», горячо одобрил проделанную работу и в целом поддержал и Рязанова, и Пырьева.
После завершения съёмок состоялись премьеры в Москве и Ленинграде. Фильм стал лидером проката и дал старт карьерам молодых актёров — Юрия Белова и Людмилы Гурченко, с которыми Рязанов ещё не раз работал впоследствии. Продолжилось сотрудничество режиссёра и с Игорем Ильинским — через шесть лет актёр предстал в образе Кутузова в «Гусарской балладе».
Песенка со словами «Как у нас в садочке, как у нас в садочке розочка цвела», которую поёт лектор Никадилов (герой Сергея Филиппова), в середине 1950-х годов была шлягером чехословацкой певицы Гелены Лоубаловой (чеш. Helena Loubalová) под названием «Красная розочка».

## Культурное значение
Выйдя на экран накануне нового, 1957 года, фильм стал одним из кинематографических символов начавшейся оттепели.

Как позже вспоминал Рязанов: 
Чего мне только не говорили о «Карнавальной ночи», что это пошлый, мерзкий сценарий, а картина побила все рекорды.
Режиссёр Александр Орлов рассказал о восприятии фильма современниками:

Я помню тот поток света, радости и юмора, который врывался с этой картиной в нашу жизнь. Фильм был настоящим событием, особенно для людей, живущих в провинции. Он был связан с концом сталинской эпохи, с началом оттепели, с надеждой на то, что уж теперь-то наша жизнь обязательно изменится к лучшему. Недаром герои Гурченко и Белова говорят в финале: «Счастье… Будет оно?» — «Обязательно будет!»

Музыковед Александр Резник отмечает: 
Джаз, шансон, танго и фокстрот, «салонные» романсы в немалой степени благодаря «Карнавальной ночи» перестали считаться атрибутами «загнивающего Запада». Фильм дал толчок к стремительному обновлению советской эстрады…

## Спин-офф и продолжение
В 1969 году вышел спин-офф «Старый знакомый», в котором Серафим Иванович Огурцов (Игорь Ильинский), окончив курсы повышения квалификации, занят работой по разбивке городского парка. В фильме появились также лектор Никадилов (Сергей Филиппов) и Тося (Тамара Носова), называемая почему-то Лялей.
В 1996 году Евгений Гинзбург снял телеконцерт «Карнавальная ночь-2», сюжет которого отсылал к оригинальному фильму. И если в «Карнавальной ночи» отрицательный персонаж был один (Огурцов), то теперь их два — директор клуба (Юрий Стоянов) и режиссёр-постановщик (Илья Олейников).
50 лет спустя, в 2006 году, Эльдар Рязанов снял продолжение — «Карнавальная ночь 2, или 50 лет спустя», в котором приняли участие Людмила Гурченко и Владимир Зельдин. Главным антагонистом фильма на этот раз стал господин Кабачков (Сергей Маковецкий), ученик Огурцова.
В фильме 1980 года «Комедия давно минувших дней» Сергей Филиппов, помимо Кисы Воробьянинова из «12 стульев», исполнил небольшое камео лектора Никадилова, с которым случайно встречаются герои гайдаевской троицы — Трус и Бывалый, перепутав его с Воробьяниновым.
В документальном фильме 2011 года «Легенда. Людмила Гурченко», ставшим последней работой актрисы, рассказывается об успехе «Карнавальной ночи».
В телесериале 2015 года «Людмила Гурченко» (2-я и 3-я серии) воссозданы сцены фильма и рассказано о его съёмках. В сериале, кроме Людмилы Гурченко, в качестве персонажей появились Эльдар Рязанов, Иван Пырьев, Игорь Ильинский и Юрий Белов.